# Плиска (Кременецький район)
Пли́ска — село в Україні, у Лановецькій міській громаді Кременецького району Тернопільської області. Розташоване на річці Свинорий, на півдні району. До 2020 підпорядковане Москалівській сільській раді.
Населення — 263 особи (2007).

## Історія
Перша писемна згадка — 1618.
На 1936 рік село входило до ґміни Білозірка Кременецького повіту.
Діяли «Просвіта», «Рідна школа», «Сільський гоподар» та інші товариства.
12 червня 2020 року, відповідно до розпорядження Кабінету Міністрів України № 724-р «Про визначення адміністративних центрів та затвердження територій територіальних громад Тернопільської області» увійшло до складу Лановецької міської громади.
19 липня 2020 року, в результаті адміністративно-територіальної реформи та ліквідації Лановецького району, село увійшло до складу Кременецького району.

## Релігія
- церква Воздвиження Чесного Хреста (1860, кам'яна).

## Економіка
Діють підприємство по вирощуванню зернових культур, цех по виробництву морозива.

## Соціальна сфера
Школа. Плисківська загальноосвітня школа І ступеня.

## Історичні пам'ятки
Пам'ятник на честь загиблих. Композиція з трьох стел і постамента з плитами, на яких викарбувані прізища полеглих. Перед пам'ятником — пристрій для Вічного Вогню. На центральній стелі прикріплена мармурова плита з портретом генерал-лейтенанта Богачука П. П. з написом: «Богачук Павло Петрович 11.1896 — 12.1941». На бокових стелах — цифри «1941-1945». Матеріал — бетон, чорний мармур.

## Відомі люди

### Народилися
- Бульба Григорій Савич — голова Дрогобицького міськвиконкому в 1965—1987 роках.
- Кравчук Володимир Іванович — український політик і науковець.

## Галерея

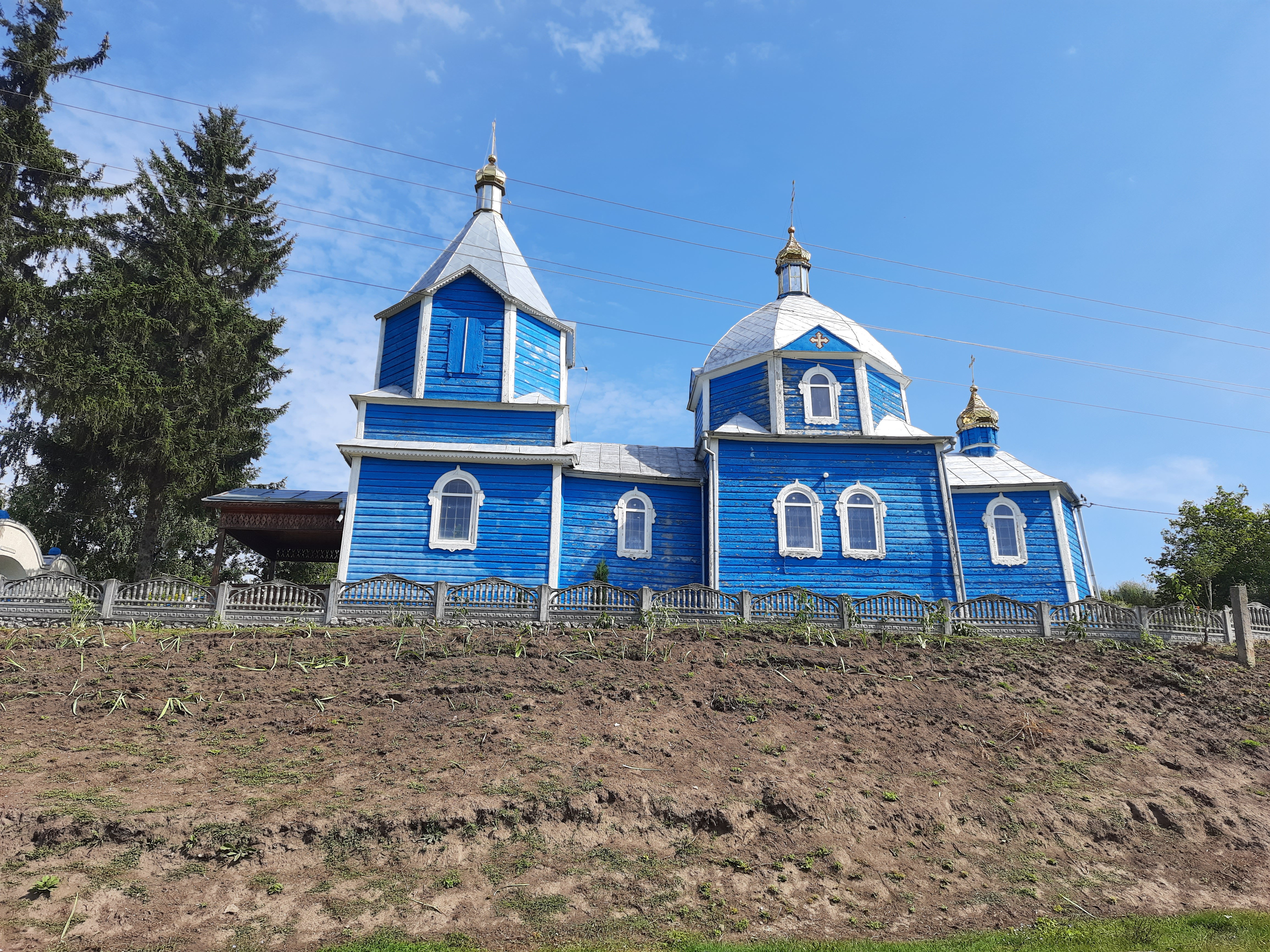
Церква Воздвиження Чесного Хреста Господнього
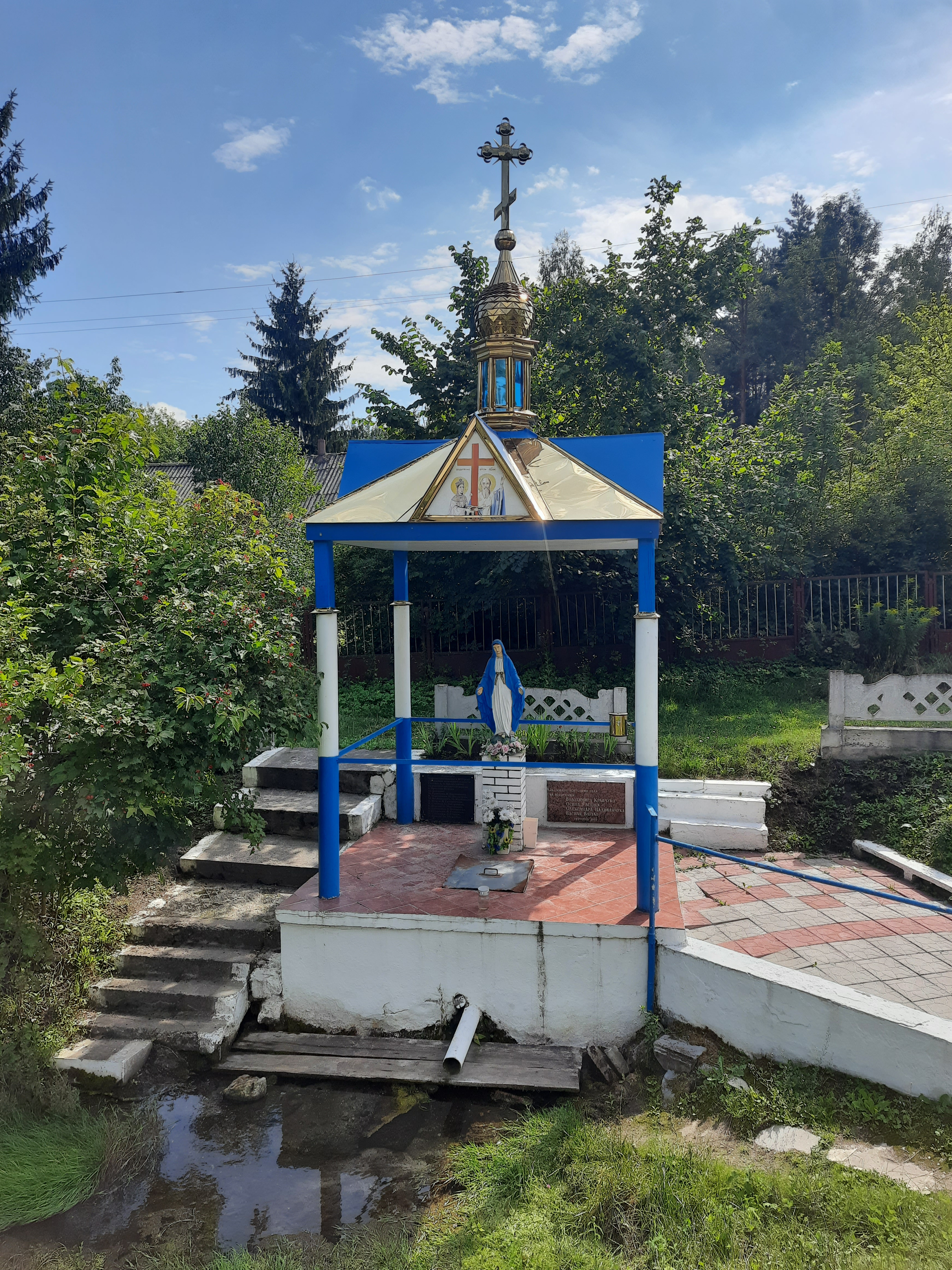
Капличка біля джерела
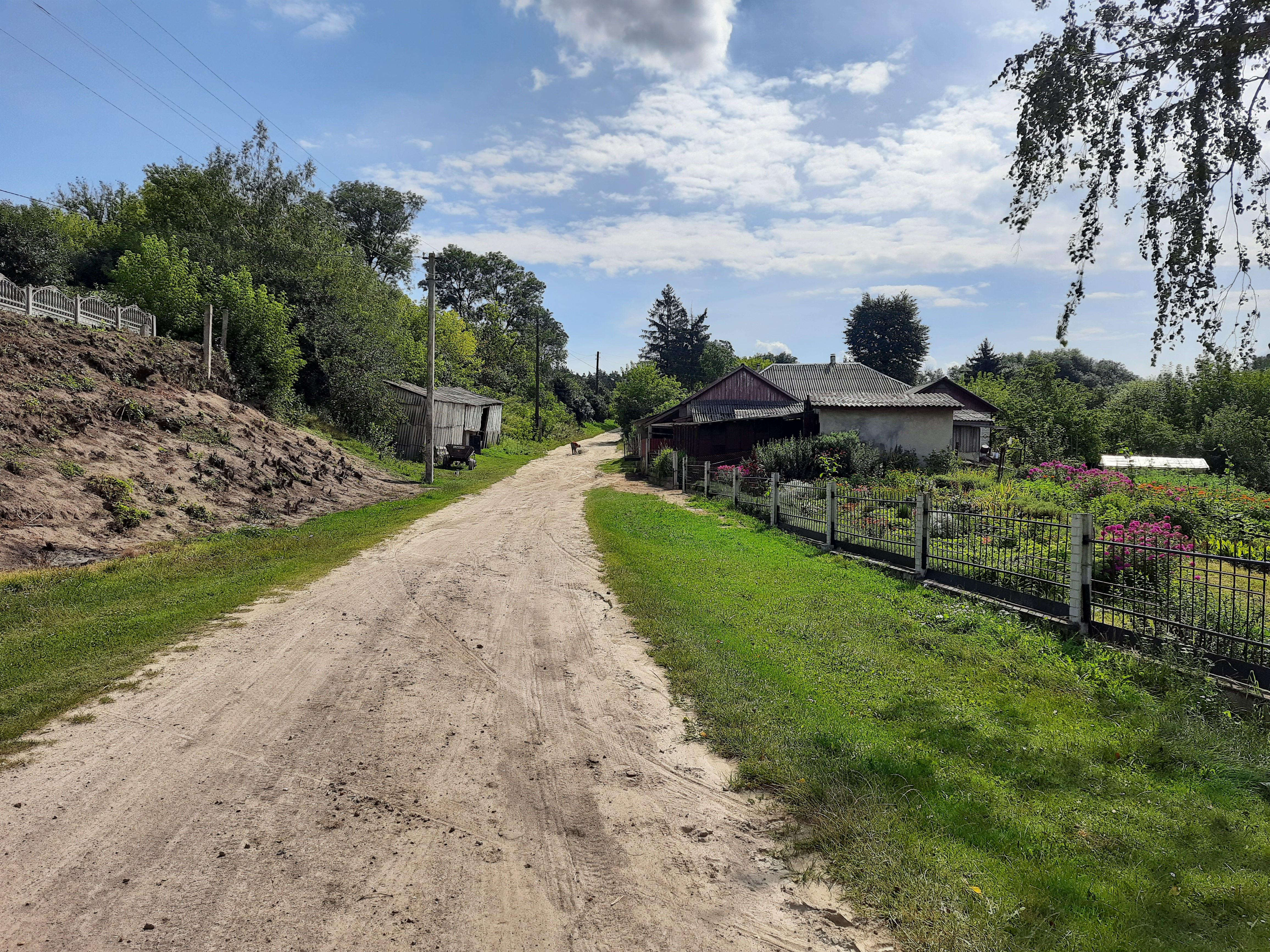
Сільська вулиця
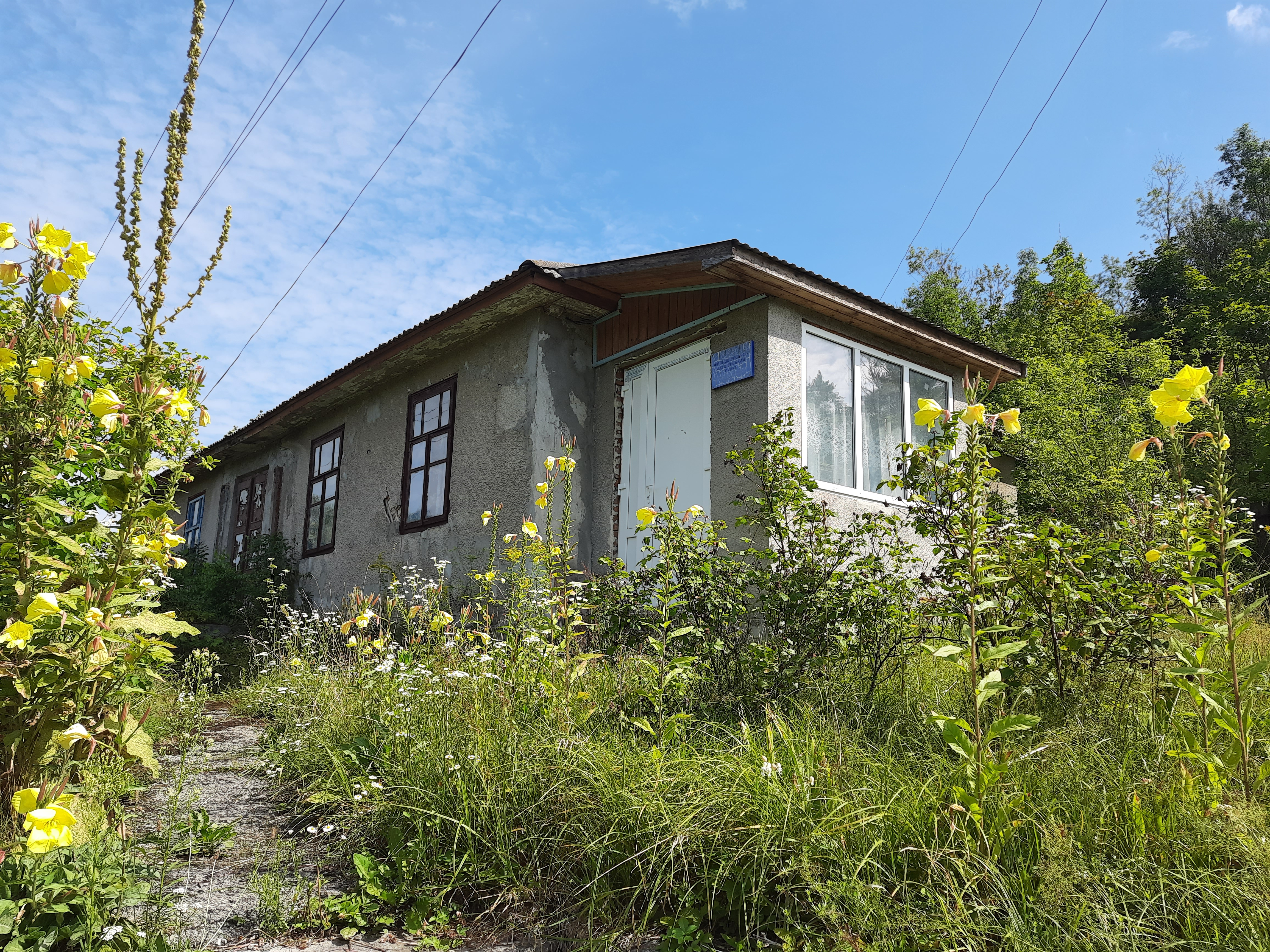
Фельдшерсько-акушерський пункт.
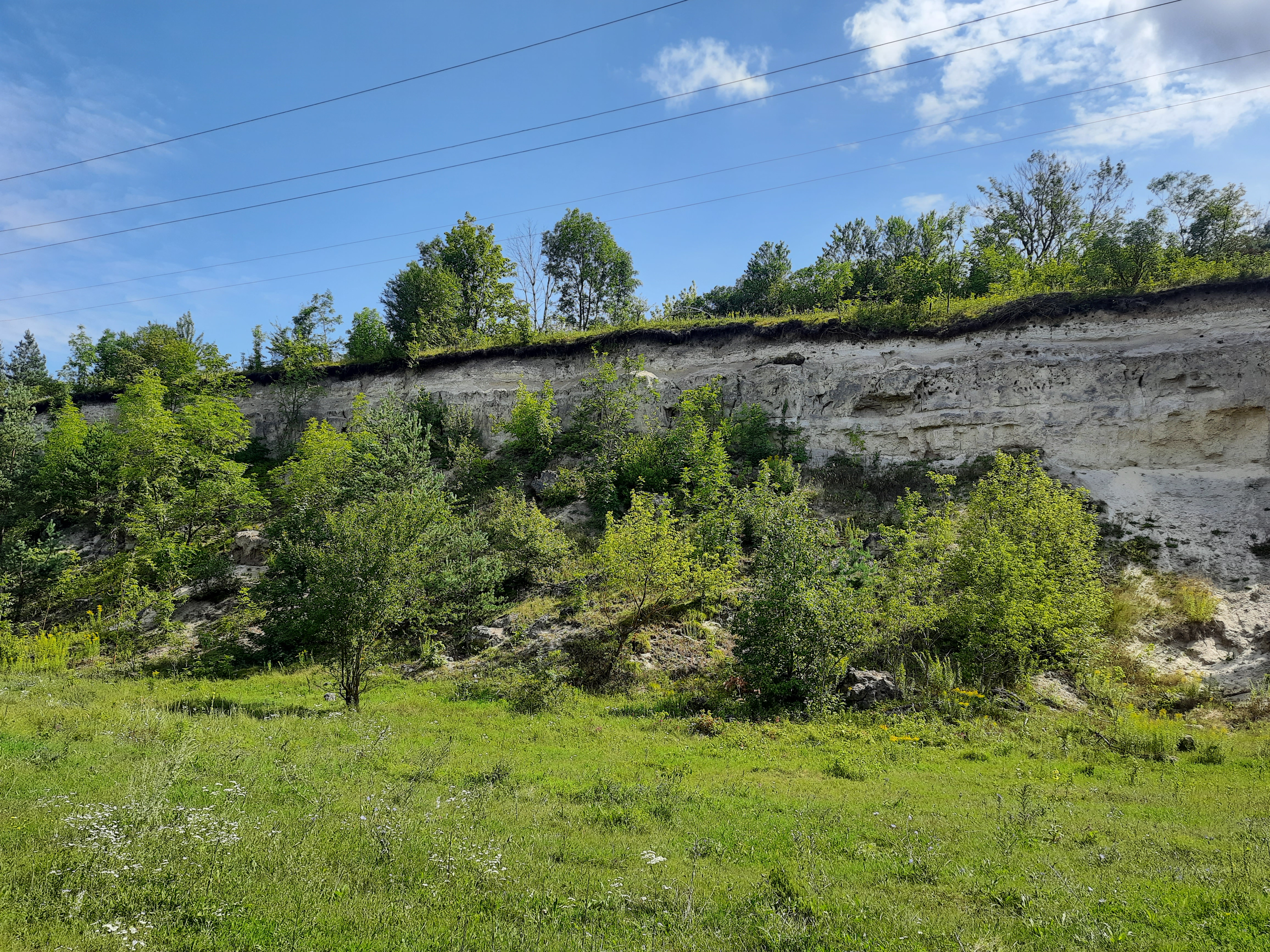
Краєвид біля села